# Deutsche Leichtathletik-Meisterschaften 1942
Die 44. Deutschen Leichtathletik-Meisterschaften wurden am 25. und 26. Juli 1942 im Berliner Olympiastadion veranstaltet.

## Durchführung von Meisterschaften in Kriegszeiten
Der nun seit fast drei Jahren währende Zweite Weltkrieg hatte immer stärkere Auswirkungen auf das Leben und natürlich auf die Umstände solcher Sportveranstaltungen. Der Russlandfeldzug war in vollem Gange und war längst nicht so verlaufen, wie die Nationalsozialisten sich das vorgestellt hatten. Die Flächenbombardements der Alliierten hatten begonnen. So geriet Deutschland mehr und mehr unter Druck. Aber mit dem Sport ging es weiter.
Unklar ist, wie die Sportlerinnen/Sportler es schafften, angesichts der kriegsbedingten Umstände überhaupt teilzunehmen und wie viele bzw. welche Athletinnen/Athleten kriegsbedingt nicht dabei sein konnten. Aus den Vereinszugehörigkeiten ist allerdings zu entnehmen, dass eine große Zahl von männlichen Teilnehmern (weniger bei den Athletinnen) für Militär-, Polizei- oder SS-Sportvereine startete. Manchmal ist auch ein Eisenbahnersportverein oder Werksportverein darunter. Polizisten und Eisenbahner wurden aus beruflichen Gründen meistens nicht zum Militärdienst einberufen, bei Militär- und SS-Vereinen trug es wahrscheinlich zum Ruhm der ganzen Einheit bei, wenn einer der ihren einen Meistertitel errang.

## Wettbewerbsprogramm
Trotz des Krieges gab es m Wettkampfprogramm nur wenige Einschränkungen. Lediglich der Dreisprung, das Bahngehen und der Waldlauf waren nicht im Angebot, der Marathonlauf – auf 30 km Streckenlänge – und das Straßengehen – auf 25 km Streckenlänge – in der Distanz verkürzt.

## Ausgelagerte Disziplinen
Der auf 30 km Streckenlänge verkürzte Marathonlauf sowie der von 50 km auf 25 km verkürzte Wettbewerb im Straßengehen fanden am 30. August ebenfalls in Berlin statt.
Die folgende Übersicht fasst die Medaillengewinner und -gewinnerinnen aller ausgetragenen Wettbewerbe zusammen.

## Medaillengewinner Männer
| Disziplin                                   | Gold                                                                     | Leistung        | Silber                                                             | Leistung        | Bronze                                                          | Leistung        |
| ------------------------------------------- | ------------------------------------------------------------------------ | --------------- | ------------------------------------------------------------------ | --------------- | --------------------------------------------------------------- | --------------- |
| 100 m                                       | Harald Mellerowicz (VfB Königsberg)                                      | 10,6 s00        | Karl Lehmann (TSG Leipzig-Lindenau)                                | 10,7 s00        | Karl Mladek (Post SV Wien)                                      | 10,7 s00        |
| 200 m                                       | Harald Mellerowicz (VfB Königsberg)                                      | 21,6 s00        | Herbert Sonntag (Marine Kiel)                                      | 21,8 s00        | Karl Lehmann (TSG Leipzig-Lindenau)                             | 22,0 s00        |
| 400 m                                       | Rudolf Harbig (Eintracht Braunschweig)                                   | 48,1 s00        | Herbert Behrend (Hamburger SV)                                     | 48,8 s00        | Heinrich Homburg (Hamburger SV)                                 | 49,2 s00        |
| 800 m                                       | Dieter Giesen (Luftwaffen SV Berlin)                                     | 1:54,4 min      | Hans Seibert (TSV 1860 München)                                    | 1:56,0 min      | Heinz Pidun (Hamburger SV)                                      | 1:58,0 min      |
| 1500 m                                      | Ludwig Kaindl (Luftwaffen SV Fürstenfeldbruck)                           | 3:54,6 min      | Willy Rank (LSV Posen)                                             | 3:56,4 min      | Ludwig Warnemünde (SV St. Georg 1895 Hamburg)                   | 3:57,8 min      |
| 5000 m                                      | Max Syring (KTV Wittenberg)                                              | 15:17,2 min     | Hans Raff (VfL Oberhausen)                                         | 15:39,8 min     | Franz Grojer (SK Rapid Wien)                                    | 15:42,6 min     |
| 10.000 m                                    | Otto Eitel (TSV Esslingen)                                               | 31:50,8 min     | Charles Heirendt (LAV Schifflingen / Luxemburg)                    | 31:51,2 min     | Walter Schönrock (KTV Wittenberg)                               | 32:09,6 min     |
| Marathon – 30 km                            | Ernst Weber (Luftwaffen SV Berlin)                                       | 1:48:33,6 h00   | Fritz Steinbrück (Schwarz-Weiß Erfurt)                             | 1:50:27,0 h00   | Wilhelm Borns (VfL Potsdamer SF)                                | 1:50:43,0 h00   |
| Marathon – 30 km, Mannschaftswertung        | Reichsbahn SG StuttgartHermann Helber Fritz Helber Karl Meyer            | 5:48:57 h000    | BTSV 1850 BerlinBruno Eisenhardt Jenztsch Friedrich Blankenburg    | 5:57:37 h000    | Marine SV OstseeErhardt Kubitza M. Peter                        | 6:47:20 h000    |
| 110 m Hürden                                | Hans Zepernick (Berliner SC)                                             | 14,8 s00        | Ernst Leitner (LSV Olmütz)                                         | 15,2 s00        | Karl Kumpmann (DSC Hagen)                                       | 15,3 s00        |
| 400 m Hürden                                | Helmut Fromme (SG Bad Tölz)                                              | 55,1 s00        | Heinz Brand (Luftwaffen SV Berlin)                                 | 56,6 s00        | Alfred Müller (LSV Halle)                                       | 56,6 s00        |
| 3000 m Hindernis                            | Rolf Seidenschnur (Marine Kiel)                                          | 9:39,2 min      | Willi Heyn (LSV Dresden)                                           | 9:46,6 min      | Helmut Iczewski (Post SV Kiel)                                  | 9:49,4 min      |
| 4 × 100 m Staffel                           | Luftwaffen SV BerlinDieter Haferkamp Schlicht Fritz Mühle Heinz Voß      | 43,4 s00        | Berliner SCGeorg Werner Löwe H. Werner Hans Zepernick              | 43,5 s00        | DSC BerlinRux Scheibner Teschner Gerhard Worlich                | 43,9 s00        |
| 4 × 400 m Staffel                           | Hamburger SVLudwig Rath Erich Schreiber Heinrich Homburg Herbert Behrend | 3:19,6 min      | Eintracht BraunschweigPuhlmann Holzapfel Werner Enge Rudolf Harbig | 3:20,6 min      | Luftwaffen SV BerlinDopf Fritz Mühle Heinz Brand Erich Linnhoff | 3:23,6 min      |
| 3 × 1000 m Staffel                          | Luftwaffen SV BerlinKarl Heß Harry Mehlhose Dieter Giesen                | 7:39,0 min      | KTV WittenbergMax Syring Werner Böttcher Walter Schönrock          | 7:42,0 min      | Hamburger SVMüller Heinz Pidun Werner Körting                   | 7:44,4 min      |
| 25-km-Straßengehen                          | Hermann Grittner (Reichsbahn SV Köln)                                    | 2:04:36 h000    | Hermann Schmidt (SV Polizei Hamburg)                               | 2:05:21 h000    | Friedrich Prehn (SG Leipzig)                                    | 2:06:06 h000    |
| 25-km-Straßengehen, Mannschaftswertung      | Eintracht BraunschweigPaul Metzger Gustav Peinemann Schlimme             | 7:07:10 h000    | Schwarz-Weiß ErfurtHähnel Fritz Neumann Gläser                     | 7:24:54 h000    | Humboldt-Cito BerlinWilli Horlemann Müller Knorrscheidt         | 7:37:06 h000    |
| Hochsprung                                  | Karl-Heinz Langhoff (WKG Heinkel Rostock)                                | 1,94 m          | Kurt Böhmer (TC Krefeld)                                           | 1,88 m          | Hermann Nacke (Marine Kiel)                                     | 1,85 m          |
| Stabhochsprung                              | Rudolf Glötzner (MTV 1879 München)                                       | 4,00 m          | Werner Helmke (SV Siemens Berlin)                                  | 3,90 m          | Gustav Stührk (DSC Berlin)                                      | 3,80 m          |
| Weitsprung                                  | Gerd Wagemanns (Luftwaffen SV Berlin)                                    | 7,36 m          | Luz Long (Luftwaffen SV Berlin)                                    | 7,28 m          | Hans Schwenke (LSV Köthen)                                      | 7,21 m          |
| Kugelstoßen                                 | Hans Woellke (Polizei SV Berlin)                                         | 15,74 m         | Josef Bongen (Sport-Gemeinschaft Berlin)                           | 14,96 m         | Otto Luh (Reichsbahn-SV Gießen)                                 | 14,55 m         |
| Diskuswurf                                  | Johann Wotapek (Polizei SV Wien)                                         | 47,59 m         | Ernst Lampert (SS-Polizei SG Ost)                                  | 46,18 m         | Heinz Rosendahl (Tilsiter SC)                                   | 44,56 m         |
| Hammerwurf                                  | Karl Storch (SG Arolsen)                                                 | 54,64 m         | Karl Hein (SV St. Georg Hamburg)                                   | 53,65 m         | Oskar Lutz (Polizei SV Dortmund)                                | 51,84 m         |
| Speerwurf                                   | Erwin Pektor (Wiener AC)                                                 | 65,68 m         | Karl-Heinz Berg (SV Arnoldi 01 Gotha)                              | 64,77 m         | Friedrich Gerdes (Polizei SV Berlin)                            | 63,75 m         |
| Fünfkampf, 1934er W. 2. Zeile: 1985er Wert. | Ernst Schmidt (Luftwaffen SV Berlin)                                     | 4011 P (3774 P) | Ludwig Koppenwallner (PSV München)                                 | 3650 P (3470 P) | Gerhard Strasen (Luftwaffen SV Berlin)                          | 3500 P (3379 P) |
| Zehnkampf, 1934er W. 2. Zeile: 1985er Wert. | Ernst Schmidt (Luftwaffen SV Berlin)                                     | 7280 P (6890 P) | Heinz Herrmann (Marienwerder)                                      | 6564 P (6279 P) | Gerhard Strasen (Luftwaffen SV Berlin)                          | 6359 P (6181 P) |

## Medaillengewinnerinnen Frauen
| Disziplin                                      | Gold                                                                     | Leistung       | Silber                                                 | Leistung       | Bronze                                                          | Leistung    |
| ---------------------------------------------- | ------------------------------------------------------------------------ | -------------- | ------------------------------------------------------ | -------------- | --------------------------------------------------------------- | ----------- |
| 100 m                                          | Christel Schulz (TV Münster 1862)                                        | 12,4 s         | Erika Biess (SCC Berlin)                               | 12,5 s         | Ida Kühnel (MTV 1879 München)                                   | 12,5 s      |
| 200 m                                          | Erika Biess (SCC Berlin)                                                 | 25,5 s         | Elfriede Köhnsen (Hamburger SV)                        | 25,7 s         | Margot Kirchner (1. SV Jena)                                    | 25,8 s      |
| 80 m Hürden                                    | Erika Biess (SCC Berlin)                                                 | 11,9 s         | Doris Eckert (Eintracht Frankfurt)                     | 12,1 s         | Lieselotte Peter (Post SG Krakau)                               | 12,1 s      |
| 4 × 100 m Staffel                              | SCC BerlinFelicitas Schmidt Liselotte Laschinski Eva Richter Erika Biess | 48,8 s         | DOSC BerlinIlse Friedhelm Schirmer Irmgard Kusche Horn | 50,4 s         | Eintracht FrankfurtSowa Resi Gugler geb. Kurz Horn Doris Eckert | 50,5 s      |
| Hochsprung                                     | Elfriede Schall (IG-SV Frankfurt)                                        | 1,58 m         | Feodora Gräfin zu Solms (MSV Wünsdorf)                 | 1,58 m         | Christel Schulz (TV Münster 1862) / Editha Evers (Uni Freiburg) | 1,58 m      |
| Weitsprung                                     | Christel Schulz (TV Münster 1862)                                        | 5,99 m         | Elfriede Brunemann (TK Hannover)                       | 5,68 m         | Hertha Prade (TSG Reichenberg)                                  | 5,65 m      |
| Kugelstoßen                                    | Gisela Mauermayer (TV Nymphenburg München)                               | 13,27 m        | Lilli Unbescheid (MTV Karlsruhe)                       | 13,21 m        | Elfriede Kirchhof (Bielefelder TG)                              | 12,93 m     |
| Diskuswurf                                     | Gisela Mauermayer (TV Nymphenburg München)                               | 43,60 m        | Else Graf (1. FC Nürnberg)                             | 40,06 m        | Anna Hagemann (Hessen-Preußen Kassel)                           | 39,96 m     |
| Speerwurf                                      | Herma Bauma (SC Danubia Wien)                                            | 46,23 m        | Anneliese Steinheuer (ASV Köln)                        | 44,80 m        | Wilma Pape (TV Münster 1862)                                    | 43,04 m     |
| Fünfkampf, offiz. Wert. 2. Zeile: 1980er Wert. | Luise Krüger (Dresdner SC)                                               | 352 P (3278 P) | Liesbeth Zude (VfV Spandau)                            | 328 P (3123 P) | Grete Busch (Elberfelder TG)                                    | 326 P (? P) |